# 須知町
須知町（しゅうちちょう）は、京都府船井郡にあった町。現在の京丹波町の中心部にあたる。本項では町制前の名称である須知村（しゅうちむら）についても述べる。

## 地理
- 山岳：三国岳、美女山
- 河川：須知川、高屋川
- 峠：観音峠、中山峠

## 歴史
- 1889年（明治22年）4月1日 - 町村制の施行により、須知村・市森村・上野村・蒲生村・曽根村・院内村・森村・塩田谷村・安井村の区域をもって須知村が発足。
- 1901年（明治34年）7月19日 - 須知村が町制施行して須知町となる。
- 1951年（昭和26年）4月1日 - 竹野村を編入。
- 1955年（昭和30年）4月1日 - 高原村と合併して丹波町が発足。同日須知町廃止。

## 交通

### 道路
- 国道9号
- 国道27号

現在は旧町域に丹波綾部道路の丹波インターチェンジ・京丹波パーキングエリアが所在するが、当時は未開通。